# Pixabay
Pixabay.comはパブリックドメインの写真・イラスト・ベクトルグラフィック・映像の共有サイトである。2016年6月時点で約650,000枚の静画と1,300近くの動画を公開した。

## 詳細
アップロードやフルサイズのダウンロードは、無料登録が必須である。投稿時にはPixabay Licenseの同意が必要であり、投稿ファイルは商用の有無やクレジット記載を問わず自由に利用可能になる。
描画ファイルは商標権・宣伝・プライバシーの権利で保護されており、 法的問題を避けサイトの水準を保つために、全投稿画像は従業員により目視確認済みである。

## 投稿の品質基準
画像ファイルフォーマットはJPG、PNG、PSD、AI、SVGのどれかで40MB以内の制限があり、最低1辺が1920px以上でなければならない。
映像はMPEG、MOV、AVI形式のどれかで300MB以内の制限があり、最小分解能が1280X720ピクセル（ＨＤ）が必須で、カット場面が60秒以上含んではならない。

## 写真家
2016年1月までに33,200人が現役で投稿しており、投稿数1位のHans Braxmeierが投稿した20,000枚は200万回、2位のgeraltの投稿10,000枚は450万回ダウンロードされた。

## 訪問者分類
英語約27%、スペイン語20%、ポルトガル語11%、ドイツ語7%、フランス語5%であり、職種は主にブロガー、グラフィックデザイナー、著者、ジャーナリスト、広告業者などである。

## 技術
バックエンドはDjangoフレームワークを基にPythonを使用し、PostgreSQLデータベースとNginx サーバを連携、検索機能はLuceneにElasticsearchサーバーを採用した。

## 歴史
Pixabayは以前、ストック メディア コンテンツにクリエイティブ コモンズ CC0 ライセンスを使用していました。 CC0 ライセンスは、個人の作品をパブリック ドメインに専念させるものです。 2019 年 1 月以降、Pixabay は使用するライセンスを「Pixabay ライセンス」と呼ばれる独自のカスタム ライセンスに変更しました。これは、CC0 ライセンスよりも制限が厳しいものです。
2023 年 4 月 17 日、Pixabay の利用規約の大幅な変更が発効されました。 「Pixabay ライセンス」は新しい「コンテンツ ライセンス」に変更され、クリエイティブ コモンズ CC0 ライセンスが復活しましたが、対象となるのは 2019 年 1 月 9 日より前に Pixabay にアップロードされたコンテンツのみです。